# Inesu Emiko Takeoka
Inesu Emiko Takeoka (武岡 イネス 恵美子, Takeoka Inesu Emiko, 1 mei 1971) is een Japans voormalig voetbalster.

## Carrière
Takeoka nam met het Japans vrouwenvoetbalelftal deel aan de wereldkampioenschappen in 1995, maar zij kwam tijdens dit toernooi niet in actie. Japan werd uitgeschakeld in de eerste knock-outronde door de Verenigde Staten.

## Statistieken
| Japans vrouwenvoetbalelftal | Japans vrouwenvoetbalelftal | Japans vrouwenvoetbalelftal |
| Jaar                        | Wed.                        | Dlp.                        |
| --------------------------- | --------------------------- | --------------------------- |
| 1994                        | 1                           | 0                           |
| 1995                        | 2                           | 3                           |
| Totaal                      | 3                           | 3                           |